# Johan Christopher Toll
Denna artikel handlar om fältmarskalken Christopher Toll,. För filologen Christopher Toll (1931–2015), se Christopher Toll
Johan Christopher Toll, född 1 februari 1743 på Mölleröd, Finja socken i Skåne, död 21 maj 1817 på Bäckaskogs slott. Greve, En av rikets herrar, Serafimerriddare, Kommendör av Svärdsorden, fältmarskalk och politiker med tidvis stort inflytande under Gustav III och Gustav IV Adolf. Han var främst ansedd som en mycket god organisatör, både militärt och civilt. Åren 1801–1809 var han Sveriges siste generalguvernör i Skåne.

## Gustavianen Toll
Toll var son till överstelöjtnant Reinhold Gustav Toll och friherrinna Elsa Sofia Gyllenstjerna af Lundholm. Han gick som volontär in i armén 1758 och deltog i fälttåget i Pommern 1759–1760 men tog avsked 1764 utan att ha blivit officer. Han slog sig på den juridska banan och blev vice häradshövding 1766. Efter anmärkningar angående tjänstefel tvangs Toll ta avsked. 1769 utnämndes han till överjägmästare i Kristianstads län – antagligen på grund av sina kontakter med det regerande hattpartiet. Vid påföljande riksdag tog mössorna makten och Toll hotades med avsked igen. Han sökte sig nu till kretsarna kring kung Gustav III och lyckades få en roll i den planerade statskuppen. Nu bar det sig inte bättre än att Toll satte igång revolutionen i Skåne 12 augusti 1772 – innan Jacob Magnus Sprengtporten fått över de kungalojala trupperna från Finland. Nyheten nådde Stockholm och Gustav III tvangs gå till aktion utan det stödet. Kuppen lyckades dock och Tolls karriär tog fart. Han naturaliserades som svensk adelsman och utnämndes till ryttmästare.
Toll befordrades till major 1775, överstelöjtnant 1776 och överste 1780. Han visade en god duglighet som organisatör. Toll var anhängare till en stark kungamakt och en av Gustav III:s pålitligaste medhjälpare. Han skickades utomlands i diverse hemliga ärenden och förberedde 1783 Gustavs tilltänkta invasion av Danmark. Gustav III:s ryska krig 1788 planerades även det av Toll, men när Anjalaförbundet gjorde myteri tappade kungen förtoendet för Toll, som fick bära skulden för bristerna i härens utrustning. När Gustav III 24 juli 1788 bröt upp från Helsingfors, fick inte Toll följa med honom, och de träffades sedan aldrig igen.
Toll fick dock nya uppdrag, bland annat att ordna Skånes försvar inför ett befarat danskt anfall. 1789 sändes han till Karlskrona som generalintendent vid flottan och ledamot i en kommitté för flottans utrustning. Efter flottans framgångar 1790 fick Toll offentlig upprättelse och ett erkännande av kungen som utnämnde honom till kommendör av svärdsordens stora kors. Efter uträttat uppdrag i Karlskrona återtog Toll militärbefälet i Skåne och bibehöll det även under freden. Efter Gustav III:s död 1792 satte hertig Karl honom åter i spetsen för krigsmakten som chef för Krigskollegium, medlem av konseljen samt utnämnde honom till generallöjtnant. Men då Tolls kusin Gustav Adolf Reuterholm kommit till makten skickades han bort till Polen som Sveriges sändebud. I Polen fick han brev från Gustaf Mauritz Armfeldt om dennes planer på att med rysk hjälp störta Reuterholm. Toll avrådde men avslöjade inte Armfelts planer. Då den armfeltska intrigen kom i dagen blev Toll hemkallad och, därför att han ej angett Armfelt, 1795 dömd till förlust av "ämbetet" och 2 års fästningsstraff i Wismar.

## Under Napoleonkrigen
I juli 1796 fick Toll lämna sin förvisningsort och sedan Gustav IV Adolf samma år blivit myndig återfick han sina värdigheter, blev ledamot av konseljen och fick hos den unge kungen samma inflytelserika ställning, som han en tid haft hos fadern. Denna gång sökte han dock motarbeta en äventyrlig utrikespolitik. Han blev även friherre detta år.
Vid Norrköpings riksdag 1800 var han ledare för det rojalistiska partiet och genomdrev regeringens avsikter på Riddarhuset och i bondeståndet. Senare åtföljde han kungen på ett besök till S:t Petersburg där Sverige gick in i det väpnade nordiska neutralitetsförbundet i syfte att stå utanför Napoleonkrigen. Med anledning av detta ansågs det nödvändigt att ställa Skåne under en generalguvernör, och 1801 utnämndes Toll. I Skåne drev han bland annat på enskiftesreformen. 1802 utnämndes han till general av kavalleriet och en av rikets herrar.
Då Gustav IV Adolf bestämt sig för att kasta in Sverige i kriget mot Napoleon I, fick Toll 1804 befallning att göra upp en krigsbudget. Han utförde uppdraget, men sökte samtidigt förmå kungen att avstå från kriget. Denne var dock orygglig, och Toll beordrades att underhandla om villkor med England. Genom konventionen i Helsingborg 31 augusti behövde Sverige endast förstärka garnisonen i Stralsund och öppna Pommern för ryska och hannoverska trupper. Men nya eggelser från England förmådde kungen att börja en ny underhandling och Toll måste 3 oktober underteckna det fördrag med England, varigenom Sverige förband sig att deltaga i kriget mot Napoleon. Med anledning därav blev Toll 1806 högste befälhavare över krigsmakten även i Blekinge, Halland, Västergötland och Bohuslän. Då kungen 1807 och den svenska hären seglade över till Pommern fick Toll befälet över den ena av arméns divisioner. Snart var armén stadd i reträtt till Stralsund, efter att kungen brutit stilleståndet med fransmännen. Toll sändes till Rügen för att ta befälet över de engelska hjälptrupperna där. Dessa seglade dock snart bort, men då Gustav Adolf utrymde Stralsund och med hela sin armé kom till Rügen, återfick Toll divisionsbefälet och erhöll kort därefter överkommandot för armén. Efter att kungen seglat bort lyckades det Toll att rädda armén från att bli fången, genom att den 7 september 1807 lura den franske marskalken Brune att armén gjort revolution mot kungen. Att detta verkade trovärdigt visar hur stort missnöjet var med kungen. Brune medgav att svenska armén med alla sina förråd fick utrymma ön.
Omedelbart därefter utnämndes Toll till fältmarskalk och fick sedan befälet över den armé, Södra armén, som bildades till Skånes försvar under det förestående danska kriget. En engelsk flottas ankomst hindrade dock en dansk landstigning, och på hösten 1808 kallades Toll till Stockholm för att delta i en finanskommitté, som skulle anskaffa medel till krigets fortsättande. Han motsatte sig kungens våldsamma beskattningsplaner, och rådde honom rent ut att abdikera. När han återkom till Skåne, syntes en dansk landstigning oundviklig till följd av att Öresund frusit till. Toll förbjöd då alla patrulleringar på isen vid svenska landet för att inbilla fienden att denna ej var säker, och innan anfallet kom till stånd, bröt sundet upp.

## Efter 1809 års revolution
Vid underrättelsen om västra arméns tåg mot Stockholm ämnade Gustav Adolf ta sin tillflykt till Toll. Denne ogillade visserligen revolutionen, men löd inte kungens önskan att marschera honom till mötes med södra armén och kungen blev tillfångatagen innan han lämnat Stockholm. Den nya regeringen entledigade Toll från kommandot och generalguvernörskapet. Med särskild hänsyn till honom genomdrevs att i 1809 års regeringsform skrevs in ett förbud mot tillsättande av generalguvernörer. Toll bar sitt fall med den för honom egendomliga sarkastiska godlyntheten, men det dröjde ej längre än till 1810, innan regeringen med anledning av det nya kritiska tronföljarvalet lät honom åter bli generalbefälhavare i Skåne. Han var den förste, som på svensk jord mottog Karl Johan. Då nya trupputskrivningar 1811 framkallade oroligheter i Skåne ställdes Toll även i spetsen för polisväsendet i denna provins, vilket ledde till att han i verkligheten, fast inte formellt, åter var generalguvernör. Med hårda nypor återställdes också snart lugnet. Oaktat en viss misstro mot den gamle gustavianen, värderade kronprins Karl Johan Toll högt, och när han övergick till Tyskland 1813, utnämnde han honom till sin "löjtnant" över den krigsmakt, som sammandrogs till Skåne för att skydda landskapet och kvarhålla danska trupper på Själland. Om fälttågsplanen mot Norge 1814 inhämtade Karl Johan Tolls råd och upphöjde honom samma år till greve. De sista åren tillbringade Toll på Bäckaskogs slott. Han jordfästes i Riseberga kyrka och är begravd på Riseberga kyrkogård.